# Ptilocephala desertorum
Ptilocephala desertorum is een vlinder uit de familie van de zakjesdragers (Psychidae). De wetenschappelijke naam van deze soort is voor het eerst voorgesteld door Emilio Turati in een publicatie uit 1927.
De soort komt voor in Libië.